# 拉斯泰巴塞
拉斯泰巴塞（義大利語：Lastebasse），是意大利威尼托大区维琴察省的一个市镇。总面积18平方公里，人口237人，人口密度13.2人/平方公里（2009年）。国家统计（ISTAT）代码为024050。